# Otto Stapf
Otto Stapf (23 maart 1857 - 3 augustus 1933) was een Oostenrijks botanicus.
Stapf werd opgeleid in Wenen en verhuisde naar de Royal Botanic Gardens, Kew in 1890. Hij was de beheerder van het herbarium 1909 tot 1920. Hij werd bekroond met de Linnean Medal in 1927.
Stapf schreef over Gramineae in William Turner Thiselton Dyers uitgave van Flora capensis (1898-1900).
- Bibliothèque nationale de France: cb12378439g (data)
- Author citation (botany): Stapf
- CiNii: DA05483488
- Stuttgart Database of Scientific Illustrators 1450–1950: 13102
- Gemeinsame Normdatei: 117212954
- International Standard Name Identifier: 0000 0001 0805 1417
- Library of Congress Control Number: n85270557
- Nationale Bibliotheek van Israël: 987007276309505171
- Nederlandse Thesaurus van Auteursnamen: 069891397
- Réseau des bibliothèques de Suisse occidentale: 02-A016725813
- SNAC: w62c29rk
- Système universitaire de documentation: 087781611
- Museum of New Zealand Te Papa Tongarewa: 50683
- Virtual International Authority File: 121802856
- WorldCat: E39PBJcGrTpgYkXTDvpwxQX68C